# 位置覚
位置覚（いちかく、英: position sense、独: Körperhaltungssinn）は、生体が体幹と四肢の関節における屈伸状態を感受し、その位置、動きを察知する感覚である。

## 概要
位置覚は他の特殊感覚（平衡感覚、視覚など）とも関係するが、主に関節に存在する圧覚で、深部感覚の一種である。皮膚触圧覚とは反対に、体幹に近い部位ほど敏感に働き、肩関節では1度/秒の速度を感知するが、趾関節、指関節での感覚閾値はその5倍から10倍となる。関節嚢、関節靭帯、骨膜にはそれぞれ、圧受容器のルフィニ終末、ゴルジ終末、パチニ小体がある。ルフィニ終末、ゴルジ終末は関節の角度を感知する遅順応型で、パチニ小体は関節運動の有無、方向、速度を感知する速順応型である。これらの受容器の求心性線維としてAα線維がある。姿勢維持や運動の際などの位置覚には筋収縮、皮膚の張力、圧の情報も必要とされ、関節受容器によるだけでなく、筋紡錘と皮膚触圧受容器からの情報も重要となる。関節、筋、皮膚からの感覚情報と運動指令を照合することで正確な位置覚を得る。位置覚は空間認知の機能とも関係する。
位置覚と同じ関節覚である運動覚 kinesthetic sense の場合には関節運動の加速度を検出する受容器により情報を得るが、位置覚、体位覚 sense of posture と類似のものとして説明される。
めまいは、臨床的にはこの位置覚、運動覚の異常を訴えるものをいい、体の回転感、動揺感、昇降感、傾斜感、さらに軽い意識障害を伴う心身の平衡機能障害を含むものに及ぶ。

### 筋紡錘
骨格筋の筋周膜内に存在する筋の伸展度を感受し、中枢に伝える装置が筋紡錘（英: muscle spindle、独: Muskelspindel）である。筋紡錘は筋周膜に連続する被膜で囲まれ、内部に紡錘内線維 intrafusal fiber と呼ばれる10本前後の横紋筋線維が存在するが、これらは通常の横紋筋線維より細く、構造も異なる。紡錘内線維には、40個から50個の核が筋線維中央部で核嚢と呼ばれる膨張部を形成する核嚢線維 nuclear bag fiber と、核が筋線維中央部で鎖状に並ぶ核鎖線維 nuclear chain fiber とがある。これらの紡錘内線維には被膜を通じて多数の知覚神経、運動神経が達する。運動神経のγ運動ニューロンは知覚神経より細く、紡錘内線維の辺縁部に運動終板を形成して終わる。知覚神経には2種類あり、太い方の神経線維は紡錘内線維の中央を螺旋状に取り巻いて終わり（第1知覚終末）、細い方の神経線維は紡錘内線維の辺縁部で終わる（第2知覚終末）。第1知覚終末は脊髄内で同一の筋束を支配するα運動ニューロンとシナプスを形成し、反射弓を構成しているため、筋が伸展すると紡錘内線維も伸展し、知覚神経線維からの求心性インパルスにより適度の筋緊張が指令される。γ運動ニューロンは紡錘内線維の緊張度を保持し、筋紡錘の感度調節をする。筋紡錘は繊細な動きを実現する手の虫様筋や骨間筋に多く、一般に脳神経支配の筋には存在しない。

## 空間認知
生体が空間、広がりを認知することを空間認知（英: Spatial Perception、独: Raumwahrnehmung）といい、空間知覚 space perception、空間覚 spatial sense とも呼ばれる。空間認知の受容器は触覚受容器であり、固有受容器による位置覚も空間認知に関与する。空間認知は視覚、聴覚、触覚などが共働して行われ、位置、方向、大小、形状、距離などを識別する。物体の大小、形状は単眼視でも認知可能だが、物体までの距離、奥行きの知覚では両眼視 binocular vision により左右両眼が同時に捉えた像が統合される。視覚領には視野のずれを感知するニューロンが存在し、この知覚に大きな役割を担う。音の空間認知は聴覚系の重要な機能で、音源の位置は左右それぞれの耳に到達する時間差、音の強さ、音波の位相差を識別することにより行われる。情報を感知する細胞は上オリーブ核、さらに上位の聴覚中枢に存在する。物の厚みは両手の手指から感知される。空間の2点を識別するのに必要な2点間の最小距離を空間閾値 spatial threshold といい、皮膚において二点識別閾 two point discrimination threshold が調べられることが多いが、体の部位により大きな差が見られる。